# Szentmargitfalva
Szentmargitfalva község Zala vármegyében, a Letenyei járásban, a Zalai-dombságban, az Egerszeg–Letenyei-dombság területén.

## Fekvése
Zala vármegye délnyugati szélén, a magyar-horvát-szlovén hármashatár közelében fekszik, Letenyétől nagyjából 10 kilométerre, de közigazgatási területe nem érintkezik az országhatárral. A legközelebbi lakott hely dél felől Muraszemenye Aligvár településrésze, észak felől Kiscsehi, mindkettővel a 7541-es út kapcsolja össze. Keletről a Körtvélyes-erdő határolja; területén átfolyik a Szentadorjáni-patak, mely a Mura folyóba ömlik.
A környék útjai mentén, különösen Bázakerettye felé vezető 7542-es út mellett több olajkutat is fellelhetünk, ezek közül az egyik a Budafa 1. Magyarország első olajkútja mely 1938-ban épült Budafapuszta határában, érdekessége, hogy a nyers olajat himba nélkül termeli.

## Története
Egy helyi legenda szerint a tatárjárás idején a Horvátország felé menekülő IV. Béla király gyermeke Margit (Árpád-házi Szent Margit) 1242-ben itt született, a település nevét róla kapta. A Sümeghy család részére 1794. október 13-án Ferenc király adományozta a Zala vármegyei Lovászi és Szentmargita nevű birtokokat. Onnantól a család a két nemesi előnevet kezdte használni: „lovászi és szentmargitai” Sümeghy család lett. A falu korábbi neve Szent-Marghit volt. Fényes Elek szerint a főutat a 19. században Sümeghy útnak hívták, mivel a lovászi és szentmargitai Sümeghy család bírta a települést. Fényes Elek 1851-es geográfiai szótára szerint a falut 84 katolikus lakta.

## Közélete

### Polgármesterei
| Név            | Jelölő szervezet | Terminus  | Megjegyzés / Források                    |
| -------------- | ---------------- | --------- | ---------------------------------------- |
| Molnár Jánosné | független        | 1990–2016 | Az 1990-es választási eredmények:        |
| Molnár Jánosné | független        | 1990–2016 | Az 1994-es választási eredmények:        |
| Molnár Jánosné | független        | 1990–2016 | Az 1998-as választási eredmények:        |
| Molnár Jánosné | független        | 1990–2016 | A 2002-es választási eredmények:         |
| Molnár Jánosné | független        | 1990–2016 | A 2006-os választási eredmények:         |
| Molnár Jánosné | független        | 1990–2016 | A 2010-es választási eredmények:         |
| Molnár Jánosné | független        | 1990–2016 | A 2014-es választási eredmények:         |
| Molnár János   | független        | 2017–     | A 2017-es időközi választási eredmények: |
| Molnár János   | független        | 2017–     | A 2019-es választási eredmények:         |
| Molnár János   | független        | 2017–     | A 2024-es választási eredmények:         |

A rendszerváltás utáni első polgármestere 26 éven át, 1990 és 2016 között Molnár Jánosné volt, akit lemondását követően, 2017-től a fia követett a faluvezetői szolgálatban.

## Népesség
A település népességének változása:
| Lakosok száma | 85   | 77   | 73   | 65   | 92   | 87   | 79   |
|               | 2013 | 2014 | 2015 | 2021 | 2022 | 2023 | 2024 |

A 2011-es népszámlálás idején a nemzetiségi megoszlás a következő volt: magyar 87,1%, cigány 8,9%. A lakosok 70,8%-a római katolikusnak, 3,4% reformátusnak, 6,7% felekezeten kívülinek vallotta magát (19,1% nem nyilatkozott).

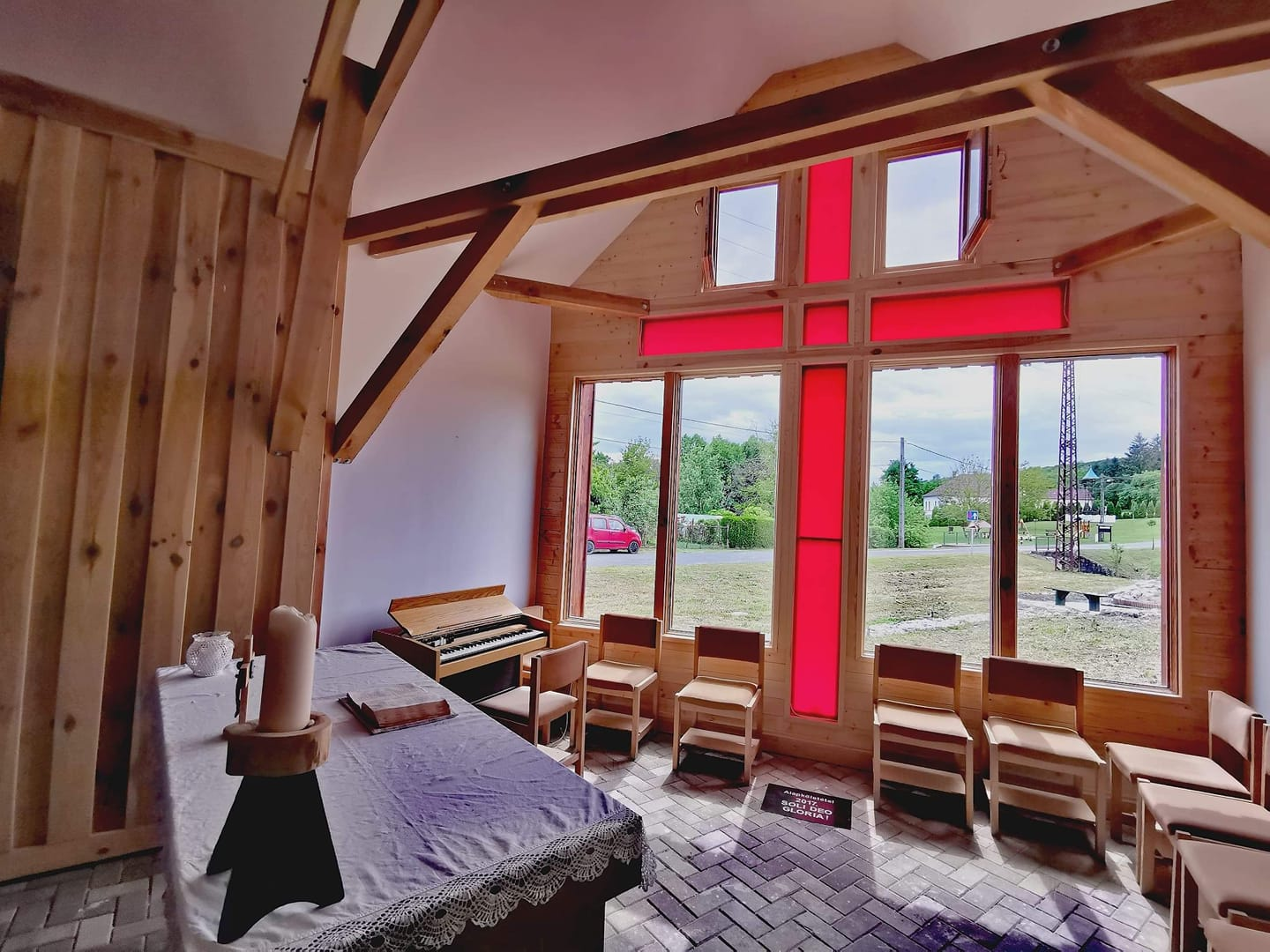
A Deszkakápolna szentély része a jellegzetes kereszt felőli bevilágítással. Épült: Jávor András tervei alapján.

2022-ben a lakosság 77,2%-a vallotta magát magyarnak, 3,3% cigánynak, 4,3% egyéb, nem hazai nemzetiségűnek (22,8% nem nyilatkozott; a kettős identitások miatt a végösszeg nagyobb lehet 100%-nál). Vallásuk szerint 28,3% volt római katolikus, 3,3% református, 10,9% felekezeten kívüli (56,5% nem válaszolt).

## Nevezetességek
- Szentmargitfalva Deszkakápolnája
- Getszemáni Monostor
- Szent Margit szobra
- Harangláb
- Reformációs Emlékkereszt
- Első és második világháborús emlékmű
- Turul-szobor

## Látnivalók a közelben
- Budafai-arborétum
- Vétyemi ősbükkös
- Kistolmácsi-tó
- Csömödéri erdei vasút
- Mura-menti Tájvédelmi Körzet (hármashatár)

## Külső hivatkozások
Szentmargitfalva hivatalos honlapja
Kerka-Mura-mente közösségi hírportál